# Stilobezzia gracilis
Stilobezzia gracilis är en tvåvingeart som först beskrevs av Alexander Henry Haliday 1833.  Stilobezzia gracilis ingår i släktet Stilobezzia och familjen svidknott. Arten är reproducerande i Sverige. Inga underarter finns listade i Catalogue of Life.